# Черново (Омська область)
Черново (рос. Черново) — присілок у Большереченському районі Омської області Російської Федерації.
Орган місцевого самоврядування — Старокарасуцьке сільське поселення. Населення становить 198 осіб.

## Історія
Згідно із законом від 30 липня 2004 року органом місцевого самоврядування є Старокарасуцьке сільське поселення.

## Населення
| 1926 | 2002 | 2010 |
| ---- | ---- | ---- |
| 295  | ↘260 | ↘198 |